# Hurricane Season
Pour plus de détails, voir Fiche technique et Distribution.
Hurricane Season, ou Survivants de l'ouragan au Québec, est un film dramatique et sportif réalisé par Tim Story sorti en février 2010. Le scénario a été écrit par Robert Eisele et le film a été produit par Scott Glasgold et Raymond Brothers.

## Synopsis
Ce film est basé sur la vraie histoire du Championnat d'État 2005-2006 de l'équipe du Lycée John Ehret. Un an après les ravages de l'ouragan Katrina. Al Collins (Forest Whitaker), entraineur de basket du lycée John Ehret, dans la Paroisse de Jefferson (anglais : Jefferson Parish), tente de monter une équipe de basket et de la mener sur le chemin de la victoire bien que les joueurs aient précédemment fréquenté cinq lycées différents avant le désastre. Un Drame qui les avaient particulièrement touché.

## Fiche Technique
- Titre original : Hurricane Season
- Titre québécois : Survivants de l'ouragan
- Réalisation : Tim Story
- Scénario : Robert Eisele
- Production : Raymond brothers, Scott Glassgold
- Musique : Mark Mancina
- Photographie : Larry Blanford
- Édition : Stuart Levy
- Studio : The Weinstein Company
- Distribution : Dimension Films
- Durée : 102 minutes
- Pays d'origine : États-Unis
- Langue : Anglais
- Genre : Drame
- Budget :
- Dates de sortie :
  -  États-Unis : 8 décembre 2009 en DVD[1]
  -  États-Unis : 9 février 2010[réf. nécessaire]

## Distribution
Légende : Version Québécoise (V.Q.)
- Forest Whitaker (V.Q. : François L'Écuyer) : Al Collins
- Jackie Long (V.Q. :Louis-Philippe Dandenault ) : JJ Coleman
- Taraji P. Henson (V.Q. : Isabelle Leyrolles) : Dayna Collins
- China Anne McClain (V.Q. : Ludivine Reding) : Alana Collins
- Isaiah Washington (V.Q. : Jean-Luc Montminy) : Coach Buddy Simmons
- Bonnie Hunt (V.Q. : Marie-Andrée Corneille) : Principal Durant
- Bow Wow (V.Q. : Gabriel Lessard) : Gary Davis
- Khleo Thomas (V.Q. : Émile Mailhiot) : David Willis
- Robbie Jones (V.Q. : Alexis Lefebvre) : Brian Randolph
- Lil Wayne (V.Q. : Patrice Dubois) : Lamont Johnson
- Michael Gaston : Coach Frank Landon
- Courtney B. Vance (V.Q. : Daniel Picard) : Mr. Randolph
- Irma P. Hall (V.Q. : Élizabeth Chouvalidzé) : Grandma Rose
- Marcus Lyle Brown : Jonathan's Father
- Brian Hartley : Fan
- Laurie Lee : Fan
- J.B. Smoove  : Sam, le conducteur de l'autobus
- Eric D. Hill : Christian Wall
- Jalene Mack (V.Q. : Samuel Jacques) : Andrea Wall
- Deneen Tyler (V.Q. : Hélène Mondoux) : Stephanie Davis